# عناقيون
عناق كلمة سامية معناها عُنُق أو قلادة عنق. وكانوا شعباً أو قبيلة تسكن المنطقة الجبلية في فلسطين غربي الأردن، وبخاصة في حبرون وما حولها قبل دخول بني إسرائيل إلى أرض كنعان.

## التسمية
دعوا "عناقيين" بالنسبة إلى جدهم الأكبر "عناق بن أربع" الذي تنسب إليه «قرية أربع» وهي "حبرون" وإن كان البعض يرون أن عبارة "أربع أبي عناق" تعني أن قرية "أربع" كانت الموطن الأصلي "لعناق" أي أن موطن أجداد العناقيين كان في "حبرون" وما حولها، ولكن ينفي ذلك ما جاء عن "أربع" بأنه كان الرجل الأعظم في العناقيين" وقد سكن فيها قبلاً "الإيميون"، والزمزميون. والقبائل الثلاث تحسب من الرفائيين.

## صفتهم
كان العناقيون يشتهرون «بأنهم شعب كبير وكثير وطويل»، فكان يضرب بهم المثل في الضخامة حتى قيل عنهم: «من يقف في وجه بني عناق؟»
وعندما عاد الجواسيس الذين أرسلهم موسى لاستكشاف أرض كنعان، قال عشرة منهم: "الأرض التي مررنا فيها لنتجسسها هي أرض تأكل سكانها، وجميع الشعب الذي رأينا فيها طوال القامة. وقد رأينا هناك الجبابرة بني عناق من الجبابرة فكنا في أعيننا كالجراد، وهكذا كنا في أعينهم و"النفاليم" هي الكلمة العبرية المترجمة "الجبابرة" الذين جاءوا من تزاوج أبناء اللهح (نسل شيث) مع بنات الناس (نسل قايين).

## تاريخهم
كان زعماء العناقيين ثلاثة، هم: «أخيمان وشيشلي وتلماي».وعندما دخل بنو إسرائيل أرض كنعان «جاء يشوع. وقرض العناقيين من الجبل، من حبرون ومن دبير ومن عناب ومن جميع جبل يهوذا ومن كل جبل إسرائيل. حرمهم يشوع مع مدنهم، فلم يتبق عناقيون في أرض بني إسرائيل، لكن بقوا في غزة وجت وأشدود»، وهي مدن فلسطينية. وعندما قسمت الأرض وأعطيت حبرون لكالب بن يفنة، حسب وعد موسى رجل الله له، «طرد كالب من هناك بني عناق الثلاثة، شيشاي وأخيمان وتلماي، أولاد عناق».
والأرجح أن جليات الجتي الجبار الفلسطيني الذي كان يعير أسباط إسرائيل، وقتله داود، وغيره من الجبابرة من الرفائيين في زمن داود، كانوا البقايا الأخيرة من العناقيين.
ولا يُعلم شيء عن هذا الشعب خارج ما جاء عنهم في الكتاب المقدس، بيد أنه جاء في بعض الكتابات المصرية القديمة، على قطع من الفخار محفوظة في متحف برلين وترجع إلى القرن التاسع عشر قبل الميلاد، تعويذة بها لعنات موجهة لاسماء بعض المدن المعادية في منطقة من فلسطين تدعى «العنيق» التي يرجح أنها هي نفسها موطن العناقيين المذكورين في الكتاب المقدس. وهذه القطع الفخارية عبارة عن شظايا جرار كُتبت عليه اللعنة والأسماء، ثم كسرت، حتى يكسر أصحاب الأسماء المذكورة بها.
كما جاء في أحد الألواح المسمارية التي اكتشفت في أشور، اسم «عناقو» باعتباره اسم مكان في منطقة بحر إيجه.
ويعتقد «ماكلورين» أن كلمة «عناق» كانت لقب شرف لحكام فلسطين الذين جاءوها مهاجرين من الجزر إليونانية. ويعتقد «دي فو» أن العناقيين كانوا يشكلون الكتائب المرتزقة لحراسة ملوك الكنعانيين.